# Фредерік Горні
Фредері́к Горні́ (фр. Frédéric Gorny; нар. 6 вересня 1973, Аньєр-сюр-Сен, О-де-Сен, Франція) — французький актор кіно та телебачення.

## Біографія
Фредерік Горні народився 6 вересня 1973 року в Аньєр-сюр-Сен (департамент, О-де-Сен, Франція). Вивчав географію в Тулузькому університеті. Дебютував у кіно, відгукнувшись на оголошення в газеті про пошук акторів для зйомок у фільмі Андре Тешіне «Дикі очерети» (1995). За зіграну Горні роль репатріанта з Алжиру у 1995 році його було номіновано як найперспективнішого актора на кінопремію «Сезар».
За роль у фільмі «Пондішері, остання крамниця Індії» Фредерік Горні отримав у 1997 році Премію Ремю як найкращий актор. Знявся у двох фільмах Олів'є Дюкастеля і Жака Мартіно. Він також регулярно бере участь в численних короткометражних фільмах та активно знімається для телебачення.
Французькому глядачеві Фредерік Горні найбільше відомий за роллю у телесеріалі «Союз адвокатів», де він грає Лорана Зельдера, сина і спадкоємця  власника юридичної фірми, який виявляється геєм.

## Фільмографія (вибіркова)
| Рік       |    | Українська назва                      | Оригінальна назва                             | Роль              |
| --------- | -- | ------------------------------------- | --------------------------------------------- | ----------------- |
| 1993      | с  | Усі хлопчики і дівчатка свого віку... | Tous les garçons et les filles de leur âge... | Анрі Маріані      |
| 1994      | ф  | Дикі очерети                          | Les roseaux sauvages                          | Анрі Маріані      |
| 1996      | ф  | Тіко Мун                              | Tykho Moon                                    | Константин        |
| 1997      | ф  | Пондішері, остання крамниця Індії     | Pondichéry, dernier comptoir des Indes        | Станіслас Шаврен  |
| 1997      | ф  | Молодь                                | Jeunesse                                      |                   |
| 1997—2009 | с  | Кримінальна поліція                   | P.J.                                          | Лоран Зельдер     |
| 1998      | с  | Крамниця Луї-антиквара                | Louis la brocante                             | Жак               |
| 1998      | ф  | Жанна і чудовий хлопець               | Jeanne et le garçon formidable                | Жан-Батист        |
| 1998      | с  | Граф Монте-Крісто                     | Le comte de Monte Cristo                      | Шато Рено         |
| 1998—2010 | с  | Союз адвокатів                        | Avocats & associés                            | Лоран Зельдер     |
| 1998      | ф  | Сентиментальна освіта                 | Sentimental Education                         | Анрі              |
| 1999      | тф | Кульгавий: Дитячий блюз               | Le boiteux: Baby blues                        | Патрік П'янсе     |
| 1999      | тф | Хамелеон 2: Портрет                   | Le portrait                                   | Мартін            |
| 2002      | ф  | Моє життя на льоду                    | Ma vraie vie à Rouen                          | чоловік на скелі  |
| 2003      | кф | Зустріч                               | La rencontre                                  | закоханий хлопчик |
| 2004      | ф  | Легка вага                            | Poids léger                                   | П'єр              |
| 2004      | ф  | Шия жирафа                            | Le cou de la girafe                           | інспектор         |
| 2006      | с  | Служба розслідувань                   | Section de recherches                         | Сем               |
| 2006      | с  | Кемпінг «Рай»                         | Camping paradis                               | Патрік Бурон      |
| 2006      | тф | Сартр, роки пристрастей               | Sartre, l'âge des passions                    | Фредерік          |
| 2007      | с  | Війна і мир                           | War and Peace                                 | Рамбаль           |
| 2010      | с  | Будинок Рошвілів                      | La maison des Rocheville                      | Антоніо           |
| 2011      | тф | Пікова дама                           | Dame de pique                                 | Френсіс Петі      |
| 2011      | ф  | Луїза Віммер                          | Louise Wimmer                                 | менеджер готелю   |
| 2012      | ф  | 10 золотих днів                       | 10 jours en or                                | пожежник          |
| 2012      | кф | Ти перший                             | Après toi                                     | Марк              |
| 2012      | ф  | Моє розширення                        | Le prolongement de moi                        | Антуан            |
| 2013      | кф | Сюзанна                               | Suzanne                                       | Ерік              |
| 2013      | с  | Шериф                                 | Cherif                                        | П'єр Клеман       |
| 2014      | ф  | Готовий на все                        | Prêt à tout                                   | Ерік              |

## Визнання
| Рік            | Категорія/Нагорода       | Фільм        | Результат | Результат |
| -------------- | ------------------------ | ------------ | --------- | --------- |
| Премія «Сезар» |                          |              |           |           |
| 1995           | Найперспективніший актор | Дикі очерети | Номінація |           |